# Zimone
Zimone ist eine Gemeinde mit 376 Einwohnern (Stand 31. Dezember 2023) in der italienischen Provinz Biella (BI), Region Piemont.
Die Nachbargemeinden sind Cerrione, Magnano, Piverone, Roppolo und Viverone.

## Geographie
Das Gemeindegebiet umfasst eine Fläche von zwei km².